# U2 3D
U2 3D（ユーツー スリーディー）とは、アイルランド出身のロックバンド、U2の「ヴァーティゴ・ツアー」の模様を収めた3D映画である。
アメリカでは、2008年2月22日に公開され、日本では2009年3月7日に公開される。そして、コンペティション部門外特別招待作として、第60回カンヌ国際映画祭で先行上映され、その前日にU2がレッドカーペットの上で10分間ライブを行った。

## 演奏される曲目
- 1."Vertigo"
- 2."Beautiful Day"
- 3."New Year's Day"
- 4."Sometimes You Can't Make It on Your Own"
- 5."Love and Peace or Else"
- 6."Sunday Bloody Sunday"
- 7."Bullet the Blue Sky"
- 8."Miss Sarajevo" / U.N. Declaration of Human Rights
- 9."Pride (In the Name of Love)"
- 10."Where the Streets Have No Name"
- 11."One"

アンコール
- 12."The Fly"
- 13."With or Without You"

クロージング・クレジット
- 14."Yahweh"

## 出演
- U2

- ボノ－ボーカル、ギター、ハーモニカ
- ジ・エッジ－ギター、キーボード、ボーカル
- アダム・クレイトン－ベースギター、キーボード
- ラリー・マレン・ジュニア－ドラム、キーボード

## スタッフ
- 製作総指揮：サンフォード・R・クライマン
- 監督：キャサリン・オーウェンズ、マーク・ペリントン
- 撮影監督：トム・クリューガー
- 3Dデジタル映像プロデューサー：スティーブ・シュクラー
- 製作国：アメリカ
- 配給：ナショナル・ジオグレフィック・エンターテイメント、株式会社さらい
- 上映時間：85分